# Гіпотеза підкоркових течій
Гіпотеза підкоркових течій (рос. подкоровых течений гипотеза, англ. hypothesis of subcrustal currents; нім. Unterströmungshypothese f, Unterströmungstheorie f) – концепція, яка припускає існування у мантії кругообігу повільних (1-10 см на рік) конвекційних течій, які захоплюють за собою земну кору (літосферу) і викликають її деформацію. Походження цих конвекційних потоків пов’язується з різницею температур на однакових рівнях від поверхні земної кулі. 
Особливо велика різниця температур, за цією гіпотезою, має місце під корою континентів та океанів, так як кора континентів значно багатша джерелами тепла – радіоактивними елементами, тоді як океанічна кора на них порівняно бідна і, крім того, кора континентів має меншу теплопровідність у порівнянні з океанічною корою. 
У місцях розігріву виникають висхідні течії, які, зустрічаючись з підошвою кори, розгалужуються і дають початок низхідним течіям в областях з нижчою температурою. 
Над місцями розходження спостерігається розтягнення кори, виникають підняття (приклад – серединно-океанічні хребти), над місцями низхідних течій – прогини, геосинкліналі (зона всмоктування кори, приклад – глибоководні океанічні жолоби, острівні дуги). Ця гіпотеза надає однакового значення вертикальним і горизонтальним рухам земної кори, чим пояснює одночасність виникнення в земній корі взаємообумовлених конвекційними потоками зон стиску і розтягнення.
Гіпотеза виникла в першій половині XX ст. (англ. дослідник Холмс, 1929 р., авст. вчений О.Ампферер та ін.). 
Син. – гіпотеза конвекційних течій.